# Barychelidae
Barychelidae — родина  мігаломорфних павуків. Включає 309 видів у 42 родах.

## Поширення
Барихеліди зустрічаються в Австралії, Новій Каледонії, Південній Америці, Африці, Мадагаскарі, Індії, Новій Гвінеї та на островах Тихого океану.

## Спосіб життя
Більшість павуків цієї родини риють нори. Наприклад, Sipalolasma довжиною 20 міліметрів будує свою нору в гнилій деревині з відкидними люками на кожному кінці. Idioctis довжиною 10 міліметрів будує свою нору глибиною приблизно 5 сантиметрів, трохи нижче рівня припливу, закриваючи отвір тонким люком. Деякі види уникають затоплення, забиваючи свої нори, тоді як інші можуть уникнути потоплення, затримуючи бульбашки повітря у волосках, що покривають їхнє тіло. Деякі представники цієї групи мають граблі на передній поверхні своїх хеліцер, які використовуються для ущільнення стінок нори.
Вони належать до небагатьох павуків, таких як тарантули, які можуть бігати по склу. Деякі види видають пронизливі звуки.

## Роди
Перелік родів, згідно з World Spider Catalog:
- Ammonius Thorell, 1899
- Atrophothele Pocock, 1903
- Aurecocrypta Raven, 1994
- Barycheloides Raven, 1994
- Barychelus Simon, 1889
- Cosmopelma Simon, 1889
- Cyphonisia Simon, 1889
- Cyrtogrammomma Pocock, 1895
- Diplothele O. Pickard-Cambridge, 1891
- Encyocrypta Simon, 1889
- Eubrachycercus Pocock, 1897
- Fijocrypta Raven, 1994
- Idioctis L. Koch, 1874
- Idiommata Ausserer, 1871
- Idiophthalma O. Pickard-Cambridge, 1877
- Mandjelia Raven, 1994
- Monodontium Kulczyński, 1908
- Moruga Raven, 1994
- Natgeogia Raven, 1994
- Neodiplothele Mello-Leitão, 1917
- Nihoa Raven & Churchill, 1992
- Orstom Raven, 1994
- Ozicrypta Raven, 1994
- Paracenobiopelma Feio, 1952
- Pisenor Simon, 1889
- Plagiobothrus Karsch, 1892
- Psalistops Simon, 1889
- Questocrypta Raven, 1994
- Rhianodes Raven, 1985
- Sason Simon, 1887
- Sasonichus Pocock, 1900
- Seqocrypta Raven, 1994
- Sipalolasma Simon, 1892
- Strophaeus Ausserer, 1875
- Synothele Simon, 1908
- Thalerommata Ausserer, 1875
- Tigidia Simon, 1892
- Trittame L. Koch, 1874
- Troglothele Fage, 1929
- Tungari Raven, 1994
- Zophorame Raven, 1990
- Zophoryctes Simon, 1902

Викопний вид
- Megamonodontium McCurry, Frese & Raven, 2023 — міоцен Австралії.